# Прохоровская гимназия

Старое здание гимназии

Вид вдоль здания

Вид с внутреннего двора

Новое здание, вход с северной стороны

Новое здание, вход с южной стороны

Прохоровская гимназия — средне-образовательное учебное заведение в пгт. Прохоровка Прохоровского района Белгородской обл.
Основана в 1935 году.
МОУ «Прохоровская гимназия» — крупный образовательный комплекс — единственный в райцентре Прохоровка, с бассейном, теплицей, гаражом,
мастерской, техникой. В ней учатся 1057 учащихся (в 1998 году — 1619)
Гимназия выполняет роль ведущего культурно-образовательного центра пгт. Прохоровки и Прохоровского района
Директор (до 2009)— доктор педагогических наук Новосельцев Виктор Иванович.

## Традиции
Традициями гимназии являются:
- ориентация на сотрудничество и сотворчество участников образовательного процесса (учащихся, педагогов, родителей, социальных партнеров);
- уважение к личности ученика и педагога;
- создание условий для развития каждого учащегося с учетом его индивидуальных образовательных возможностей;
- стремление обеспечить преемственность между различными ступенями обучения с целью реализации принципа непрерывности образования;
- направленность на позитивные изменения в образовательном процессе, результатах деятельности, качестве достижений каждого учащегося и педагога;
- поиск новых путей в достижении целей гимназического образования, сохранение, преумножение и распространение передового педагогического опыта;
- ориентация на использование передовых педагогических технологий в сочетании с эффективными традиционными методами обучения;
- развитие внешних связей на принципах социального партнерства.

## История становления и развития Прохоровской гимназии
Этапы исторического становления гимназии:
- 1935 год — Открытие Прохоровской средней школы

- 1957 год — Возведение нового здания железнодорожной средней школы № 71 (18 классов)

- 1969 год — Ввод пристройки (15 классных комнат).

- 1978 год — Комсомольская организация Прохоровской средней школы награждена Почетной грамотой Центрального комитета ВЛКСМ

«За заслуги перед комсомолом и в связи с 60-летием Всесоюзного Ленинского коммунистического Союза Молодѐжи»
- 1980 год — Школа — хозяйка-участница Всесоюзного совещания по проблемам создания школ-комплексов

- 1981 год — Прохоровская средняя школа — участник ВДНХ СССР

- 1982 год — Прохоровская средняя школа по итогам социалистического соревнования среди школ Прохоровского района 3-й раз подряд

награждается переходящим Красным знаменем, оставшимся в школе навечно.
- 1982 год — Прохоровская средняя школа награждена Почетной грамотой Министерства просвещения СССР и ЦК профсоюза работников

просвещения высшей школы и научных учреждений за успехи, достигнутые в осуществлении комплексного подхода к воспитанию учащихся.
- 1985 год — Создание школьного краеведческого музея «Прохоровка вчера, сегодня, завтра»

- 1987 год — Ввод пристройки в виде типового здания на 640 мест с бассейном, мастерскими, гаражом, теплицей

- 1988 год — Ввод пристройки со спортивным залом и учебными классами

- 1995 год — Школа — победитель областного и Всероссийского конкурсов «Школа года»

- 1996 год — Дипломант Всероссийского фестиваля-конкурса «Авторская школа — „Эврика -Авангард“ — 96» в номинации «Инновацион-

ная школа». Призѐр зрительских симпатий газеты «Первое сентября» за проект «Школа самовыражения»
- 1996 год — Празднование 60-летия Прохоровской средней школы

- 1996 год — Преобразована в Прохоровскую многопрофильную школу-гимназию (профили: физико-математический, гуманитарный,

естественно-научный, профессионально-трудовой).
- 1997 год — Дипломант Всероссийского фестиваля-конкурса «Авторская школа — „Эврика-Авангард“ — 97» за проект «Авторские классы» в «Школе самовыражения»

- 1998 год — Количество учащихся достигает максимального числа — 1609

- 1999 год — Преобразована в Прохоровскую многопрофильную гимназию (профили: физико-математический, гуманитарный, естественно-научный, профессионально-трудовой)

- 1999 год — Коллектив гимназии награждён Большой Золотой медалью Коменского «За достижения в области образования, науки и

культуры»
- 1995—1999 годы — Победитель Всероссийских конкурсов «Школа года»

- 2000 год — Присуждено звание «Школа века»

- 2001—2002 годы — Победитель Всероссийских конкурсов «Школа года»

- 2001 год — Аттестована как гимназия

- 2002 год — Занесена в Большую энциклопедию «Лучшие школы России»

- 2004 год — Гимназия начинает работу по апробации базисного учебного плана профильного обучения и предпрофильной подготовке в рамках регионального эксперимента (социально-гуманитарный профиль)